# چارلی دنیلز
چارلی دنیلز (به انگلیسی: Charlie Daniels) (زاده ۲۸ اکتبر ۱۹۳۶ – درگذشت ۶ ژوئیه ۲۰۲۰) خواننده، ترانه‌سرا و موسیقی‌دان آمریکایی بود. به خاطر سبک موسیقی جنوبی او که به موسیقی بلوگرس شناخته می‌شود. در داخل آمریکا چارلی بیشتر به عنوان خواننده شماره یک موسیقی روستایی یا (کانتری) مشهور شد و با ترانه‌ای با نام «شیطان به جورجیا سقوط کرد» شناخته می‌شود. دانیلز از دهه ۵۰ به عنوان خواننده و نوازنده فعال بود. وی در سال ۲۰۰۲ به سالن مشاهیر فرانتی دیز برنامه اجرا کرد، معروف است.
از فیلم‌های معروف او می‌توان به بازی در فیلم گاوچران شهری در نقش خودش اشاره کرد.